# Estadio Winston Pineda
Estadio Winston Pineda Gudiel (El Cóndor) – stadion piłkarski w gwatemalskim mieście Jutiapa, stolicy departamentu Jutiapa. Obiekt może pomieścić 7 300 widzów, a swoje mecze rozgrywa na nim drużyna CSD Jutiapa.
Obiekt ma dwie trybuny (jedna zadaszona w całości, a druga częściowo – po tym, jak za sprawą działalności natury część dachu uległa zniszczeniu), cztery maszty sztucznego oświetlenia oraz małą salę konferencyjną. Jest domowym stadionem lokalnych klubów z niższych lig gwatemalskich, lecz okazjonalnie swoje mecze rozgrywał na nim pierwszoligowy Deportivo Mictlán z pobliskiego Asunción Mita.
Stadion jest zlokalizowany w El Cóndor, jednej z dzielnic Jutiapy. Z tego względu nosił wcześniej nazwę Estadio El Cóndor, która wciąż jest powszechnie używana. Znajduje się w pobliżu Culmy, najmniejszego wulkanu w Ameryce Centralnej.